# 太刀ノ海浪右エ門
太刀ノ海 浪右エ門（たちのうみ なみえもん、1894年7月25日 - 1964年8月4日）は、現在の島根県安来市出身で友綱部屋、東関部屋、高砂部屋に所属した力士。本名は野津 貞助（旧姓草間）。8代木村瀬平。174cm、88kg。最高位は西前頭3枚目。

## 経歴
1913年1月初土俵。入門時は太刀山峯右エ門の弟子であった。1922年1月新入幕。突っ張りと左四つからの寄りを武器に幕内を5場所務め、1923年1月場所に最高位である西前頭3枚目まで番付を上げるが、その後病気がちで休場も多く、最後は十両であった。1925年1月に引退して8代木村瀬平を襲名した。1947年11月廃業。
1937年2月、師匠の太刀山の還暦土俵入りでは露払いを務めた。

## 成績
- 幕内5場所12勝18敗20休1預
- 通算14場所32勝35敗20休3分預

## 改名
太刀ノ海浪右ヱ門→太刀ノ海浪右エ門